# Raimondo Mulinaris
Raimondo Mulinaris (Udine, 1903 – Udine, 1982) è stato un calciatore italiano, di ruolo centrocampista.

## Carriera

### Giocatore
Con l'Udinese disputò 22 gare nei campionati di Prima Divisione 1922-1923 e Prima Divisione 1925-1926, mentre giocò nelle stagioni 1923-1924 e 1924-1925 in Seconda Divisione, disputando complessivamente quattro campionati con i friulani, per un totale di 51 presenze e 11 reti.
La brusca interruzione della sua carriera calcistica avvenne a 25 anni quando, per vendicarsi di un'espulsione, nel dopo partita, si recò in piazza del Mercato Nuovo e sferrò un pugno all'arbitro Luciano Veritti, avvocato udinese.

### Vice presidente dell'Udinese
Dal 1947 al 1954, durante le presidenze Bertoli e Bruseschi, fu vicepresidente
dell'Udinese Calcio.